# محمدعلی جزایری
محمدعلی جزایری استاد بازنشستهٔ زبان فارسی و زبان‌های خاورمیانه‌ای بود. جزایری بعد از دریافت لیسانس زبان انگلیسی از دانشگاه تهران و لیسانس آموزش از دانشگاه تربیت معلم، به تدریس زبان انگلیسی در اهواز مشغول شد. در سال ۱۹۵۱ در دانشگاه تگزاس آستین پذیرفته شد و در سال ۱۹۵۸از همین دانشگاه مدرک دکترای خود را در رشته‌ی زبان‌شناسی دریافت کرد. طی سال‌های ۱۹۵۴-۱۹۵۵ در American Council of Learned Societies در شهر واشینگتن بر روی کتاب درسی فارسی و انگلیسی کار کرد. در سال ۱۹۵۸ به ایران بازگشت و در دانشکدهٔ زبان دانشگاه تهران مشغول به تدریس شد. در سال ۱۹۵۹ میلادی، پس از بازگشت به آمریکا، در دانشگاه میشیگان مشغول به کار شد. جزایری از سال ۱۹۶۲ میلادی به دانشگاه تگزاس رفت و تا پایان عمر در این دانشگاه به تدریس زبان فارسی مشغول بود. جزایری مقالات بسیاری به فارسی و انگلیسی درباره‌ی آثار احمد کسروی به رشته‌ی تحریر درآورد.

## آثار
- Mohammad Ali Jazayery (1966). Western Influence In Contemporary Persian: A General View. Bulletin of the School of Oriental and African Studies, 29, pp 79–96. doi:10.1017/S0041977X00060821.
- Mohammad Ali Jazayery (1981). A mad Kasravî and the Controversy Over Persian Poetry. International Journal of Middle East Studies, 13, pp 311–327. doi:10.1017/S0020743800053447.
- M. A. Jazayery (1984). To the Editor. International Journal of Middle East Studies, 16, pp 298–298. doi:10.1017/S0020743800028154.
- Mohammad Ali Jazayery (1973). Ahmad Kasravî and the Controversy over Persian Poetry 1. Kasravî’s Analysis of Persian Poetry. International Journal of Middle East Studies, 4, pp 190–203. doi:10.1017/S0020743800027446.
- Mohammad Ali Jazayery “Kasravi Tabrizi, Sayyed Ahmad,” in EI2 IV, 1978, pp. 732–33